# Lucky Ones (Pat Green)
Lucky Ones è il terzo album in studio del cantautore statunitense Pat Green, pubblicato il 19 ottobre 2004.

## Tracce
1. Baby Doll – 3:39
2. Lucky Ones – 3:29
3. Somewhere Between Texas and Mexico – 2:58
4. Don't Break My Heart Again – 4:50
5. My Little Heaven – 3:35
6. College – 3:40
7. One Thing – 3:29
8. Over and Over – 2:53
9. Long Way to Go (Headed Home) – 3:58
10. Temporary Angel – 4:12
11. It's Time – 3:50
12. Sweet Revenge – 3:24
13. College (riedizione) (feat. Brad Paisley) – 3:40